# Eduardo Acevedo Díaz
Pour les articles homonymes, voir Acevedo.
Eduardo Acevedo Díaz (Montevideo, 1851– Buenos Aires, 1921) est un écrivain, journaliste, essayiste et homme politique uruguayen appartenant au Parti national.

## Biographie
Il était le fils de Norberto Acevedo et Fátima Díaz. Son œuvre écrite est influencée par les batailles entre les différents partis politiques et par les guerres civiles au début. Elle peut être classée dans le Romantisme, mais aussi au sein du Réalisme, comme il décrit la vie dans les régions rurales de l'Uruguay.
Ses œuvres contiennent des éléments de la vie quotidienne, les gens ordinaires, l'environnement rural, les conflits d'amour et les éléments historiques. Certains critiques littéraires ont signalé que son écriture ne peut pas être considérée comme « romantique » seulement parce qu'il comprend des éléments de réalisme littéraire et de la conscience nationale uruguayenne,.

## Œuvres

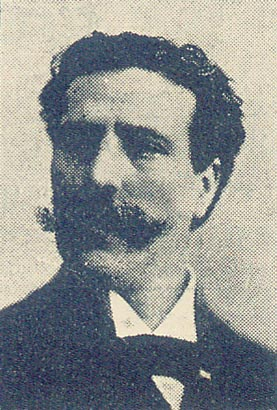
Portrait de l'écrivain Eduardo Acevedo Díaz.

- Brenda (1886)
- Ismael (1888)
- Nativa (1890)
- La boca del tigre (1890)
- La novela histórica (1890)
- Etnología indígena (1891)
- Grito de gloria (1893)
- Soledad (1894)
- Minés (1907)
- Lanza y sable (1914)

### Nouvelle
- Un sepulcro en los bosques
- El combate de la tapera (1892)
- El primer suplicio (1901)
- Desde el tronco de un ombú (1902)

### Essai
- Carta política
- La civilización americana. Ensayos históricos
- La última palabra del proscrito
- Épocas militares en el Río de la Plata (1911)
- El libro del pequeño ciudadano